# Désiré (film, 1992)
Pour les articles homonymes, voir Désiré.
Pour plus de détails, voir Fiche technique et Distribution.
Désiré est un court-métrage français réalisé par Albert Dupontel, sorti en 1992.

## Synopsis
Ce film relate les conditions de la naissance de Désiré Jacquinot le 5 juin 2050.

## Fiche technique
- Titre : Désiré
- Réalisation : Albert Dupontel
- Scénario : Albert Dupontel et Carlo de Boutiny
- Photographie : Michel Amathieu
- Chef décorateur : Bernard Fau
- Montage : Jean-Michel Kuess
- Pays d'origine :   France
- Langue originale : français
- Format : couleur
- Durée : 15 min 49 s

## Distribution
- Cathy Duros : l'infirmière
- Marianne Merlo : Mme Jacquinot
- Daniel Paur : M Jacquinot
- Albert Dupontel : le médecin
- Philippe Uchan : Dr Charcot
- Michel Vuillermoz : le livreur
- Éric Elmosnino : le vigile
- Nicolas Marié : le directeur
- Lola Crespin : la femme du vigile
- Justine Cognet : le bébé

## Autour du film
Le concept car Renault Zoom apparait dans le court-métrage à 12 minutes et 49 secondes.